# Victory (Schiff, 1571)
Bei der Victory handelte es sich um ein Segelkriegsschiff der frühen Neuzeit, das unter englischer Flagge segelte und sich in den Schiffstyp Galeone einordnen lässt.

## Aufbau
Die Victory hatte zwei Decks. Der Fockmast und Großmast waren jeweils mit zwei Rahsegeln ausgestattet, während der Besanmast ein Lateinersegel führte. Am Bugspriet konnte ein Blindesegel gesetzt werden. Das Bugkastell war recht flach aufgebaut und schloss mit dem Schiffskörper ab. Das Heckkastell war erheblich höher als das Oberdeck konstruiert. Es gab zwei Batteriedecks an Bord.

## Geschichte
Die Victory war eine Galeone, die 1559 als Handelsschiff mit 870 Tonnen auf Kiel gelegt wurde und ursprünglich den Namen Great Christopher trug. Sie wurde 1562 für die englische Royal Navy erworben und in Victory umbenannt. 
Im Jahr 1588 segelte sie als Flaggschiff von Konteradmiral Sir John Hawkins gegen die Spanische Armada. Überliefert ist in diesem Zusammenhang ein Gefecht vom 29. Juli 1588 bei Grevelingen (Gravelines), in dessen Verlauf die Victory zusammen mit der von Lord Charles Howard, 1. Earl of Nottingham kommandierten englischen Ark Royal heftige Breitseiten mit der spanischen 650 t schweren Holk Gran Grifón, die sich aus ihrem Verband gelöst hatte, austauschten. In diesem Schlagabtausch konnte sich jedoch keine Partei durchsetzen und die Victory wie auch die Ark Royal mussten sich zurückziehen. Dennoch gelang es der Englischen Flotte, die Schlacht letztlich zu ihren Gunsten zu entscheiden.
Die Victory wurde 1608 abgewrackt.